# Neoperla starki
Neoperla starki är en bäcksländeart som beskrevs av Peter Zwick 1986. Neoperla starki ingår i släktet Neoperla och familjen jättebäcksländor. Inga underarter finns listade i Catalogue of Life.